# Jacques Vigne
Pour les articles homonymes, voir Vigne.
Jacques Vigne (Vigyânânand) est un médecin psychiatre et essayiste, né le 4 avril 1956, spécialisé en spiritualité hindoue et en yoga.

## Biographie
Inspiré par Swami Vijayânanda, vivant principalement en Inde avec des périodes en ashram et en ermitage dans l’Himalaya, il « étudie les rapports subtils entre le corps, l’esprit et l’âme ». Adepte de l’école hindoue védanta, il met en balance les techniques de méditation traditionnelles et la médecine occidentale. Son temps est partagé entre retraites, écriture, méditations et interventions en public, principalement des conférences et des stages. Il est l'auteur de nombreux ouvrages traitant de spiritualité et de médecine curative.

## Ouvrages (liste non exhaustive)
- Méditation et psychologie (sous-titre : Soigner son âme) : Albin-Michel, 1996
- L'Inde intérieure : Aspects du yoga, de l'hindouisme et du bouddhisme.
- Éléments de psychologie spirituelle.
- Soi : L'expérience de l'absolu selon l'asthâvakra-gîtâ.
- Le Mariage intérieur en Orient et en Occident.
- Le maître et le thérapeute.
- Marcher, méditer.
- La Mystique du silence.
- L'envol vers la liberté d'être : Thérapies et sagesses universelles.
- En compagnie de Mâ Anandamayî.
- Cheminer, contempler.
- Le Soleil du Soi.
- Ouvrir nos canaux d'énergie par la méditation (Les Éditions du Relié, janvier 2013)